# Tetranematichthys
Tetranematichthys is een geslacht van straalvinnige vissen uit de familie van de houtmeervallen (Auchenipteridae).

## Soorten
- Tetranematichthys barthemi Peixoto & Wosiacki, 2010
- Tetranematichthys quadrifilis (Kner, 1858)
- Tetranematichthys wallacei Vari & Ferraris, 2006